# Forest Whitaker
Forest Whitaker (n. 15 iulie 1961) este un actor american. A obținut Premiul Oscar pentru cel mai bun actor în anul 2007.

## Filmografie

### Actor
| An   | Titlu                             | Rol                    | Note |
| ---- | --------------------------------- | ---------------------- | --- |
| 1982 | Tag: The Assassination Game       | Gowdy's Bodyguard      | |
| 1982 | Fast Times at Ridgemont High      | Charles Jefferson      | |
| 1985 | Vision Quest                      | Balldozer              | |
| 1985 | North and South                   | Cuffey                 | |
| 1986 | The Color of Money                | Amos                   | |
| 1986 | North and South, Book II          | Cuffey                 | |
| 1986 | Platoon                           | Big Harold             | |
| 1987 | Stakeout                          | Jack Pismo             | |
| 1987 | Good Morning, Vietnam             | Edward Garlick         | |
| 1988 | Bird                              | Charlie 'Bird' Parker  | Cannes Film Festival Award for Best Actor Nominated — Golden Globe Award for Best Actor - Motion Picture Drama |
| 1988 | Bloodsport                        | Rawlins                | |
| 1989 | Johnny Handsome                   | Dr. Steven Fisher      | |
| 1990 | Downtown                          | Dennis Curren          | |
| 1991 | Diary of a Hitman                 | Dekker                 | |
| 1991 | A Rage in Harlem                  | Jackson                | |
| 1992 | Article 99                        | Dr. Sid Handleman      | |
| 1992 | The Crying Game                   | Jody                   | |
| 1992 | Consenting Adults                 | David Duttonville      | |
| 1993 | Bank Robber                       | Officer Battle         | |
| 1993 | Body Snatchers                    | Major Collins          | |
| 1994 | Blown Away                        | Anthony Franklin       | |
| 1994 | Prêt-à-Porter                     | Cy Bianco              | National Board of Review Award for Best Cast |
| 1994 | Jason's Lyric                     | Maddog                 | |
| 1995 | Species                           | Dan Smithson, Empath   | |
| 1995 | Smoke                             | Cyrus Cole             | |
| 1996 | Phenomenon                        | Nate Pope              | Blockbuster Entertainment Award for Favorite Supporting Actor - Drama Nominated — NAACP Image Award for Outstanding Supporting Actor in a Motion Picture |
| 1998 | Body Count                        | Crane                  | |
| 1999 | Ghost Dog: The Way of the Samurai | Ghost Dog              | |
| 1999 | Light It Up                       | Officer Dante Jackson  | |
| 1999 | Witness Protection                | US Marshal Steven Beck | |
| 2000 | Battlefield Earth                 | Ker                    | Nominated — Razzie Award for Worst Supporting Actor |
| 2000 | Four Dogs Playing Poker           | Mr. Ellington          | |
| 2001 | The Fourth Angel                  | Agent Jules Bernard    | |
| 2001 | The Hire: The Follow              | The Employer           | uncredited |
| 2001 | Green Dragon                      | Addie                  | |
| 2002 | Panic Room                        | Burnham                | Nominated — Black Reel Award for Best Supporting Actor |
| 2002 | Phone Booth                       | Captain Ed Ramey       | Theatrical release was delayed due to the Beltway sniper attacks in October 2002. Nominated — Black Reel Award for Best Supporting Actor Nominated — NAACP Image Award for Outstanding Supporting Actor in a Motion Picture |
| 2004 | First Daughter                    | Narrator               | also directed |
| 2005 | A Little Trip to Heaven           | Abe Holt               | |
| 2005 | American Gun                      | Carter                 | Nominated — Independent Spirit Award for Best Lead Male |
| 2005 | Mary                              | Ted Younger            | |
| 2006 | Even Money                        | Clyde Snow             | |
| 2006 | The Marsh                         | Geoffrey Hunt          | |
| 2006 | Everyone's Hero                   | Lonnie Brewster        | voice only |
| 2006 | The Last King of Scotland         | Idi Amin               | Academy Award for Best Actor BAFTA Award for Best Actor in a Leading Role BET Award for Best Actor Black Reel Award for Best Actor Boston Society of Film Critics Award for Best Actor Broadcast Film Critics Association Award for Best Actor Chicago Film Critics Association Award for Best Actor Dallas-Fort Worth Film Critics Association Award for Best Actor Florida Film Critics Circle Award for Best Actor Golden Globe Award for Best Actor - Motion Picture Drama Hollywood Film Award for Actor of the Year Kansas City Film Critics Circle Award for Best Actor Las Vegas Film Critics Society Award for Best Actor London Film Critics Circle Award for Best Actor Los Angeles Film Critics Association Award for Best Actor NAACP Image Award for Outstanding Actor in a Motion Picture National Board of Review Award for Best Actor National Society of Film Critics Award for Best Actor New York Film Critics Circle Award for Best Actor Online Film Critics Society Award for Best Actor Phoenix Film Critics Society Award for Best Actor Satellite Award for Best Actor – Motion Picture Screen Actors Guild Award for Outstanding Performance by a Male Actor in a Leading Role Southeastern Film Critics Association Award for Best Actor Vancouver Film Critics Circle Award for Best Actor Washington D.C. Area Film Critics Association for Best Actor Nominated — BIFA Award for Best Performance by an Actor in a British Independent Film Nominated — Toronto Film Critics Association Award for Best Actor |
| 2007 | The Air I Breathe                 | Happiness              | |
| 2007 | Ripple Effect                     | Philip                 | |
| 2007 | The Great Debaters                | James L. Farmer, Sr.   | Nominated — NAACP Image Award for Outstanding Supporting Actor in a Motion Picture |
| 2008 | Vantage Point                     | Howard Lewis           | |
| 2008 | Street Kings                      | Capt. Jack Wander      | |
| 2008 | Dragon Hunters                    | Lian Chu               | Voice — English version |
| 2009 | Powder Blue                       | Charlie                | |
| 2009 | Winged Creatures                  | Charlie Archenault     | |
| 2009 | Where the Wild Things Are         | Ira                    | (voice only) Nominated — Black Reel Award for Best Voice Performance |
| 2009 | Lullaby for Pi                    | George                 | |
| 2009 | Hurricane Season                  | Al Collins             | |
| 2010 | Repo Men                          | Jake Freivald          | |
| 2010 | My Own Love Song                  | Joey                   | |
| 2010 | The Experiment                    | Barris                 | |
| 2010 | Our Family Wedding                | Bradford Boyd          | |
| 2011 | Catch .44                         | Ronny                  | |
| 2012 | Freelancers                       | Dennis LaRue           | |
| 2012 | A Dark Truth                      | Francisco Francis      | |
| 2013 | The Last Stand                    | Agent John Bannister   | |
| 2013 | Zulu                              | Ali Sokhela            | |
| 2013 | Pawn                              | Will                   | |
| 2013 | The Butler                        | Cecil Gaines           | African-American Film Critics Association Award for Best Actor Pending — Alliance of Women Film Journalists Award for Best Ensemble Cast Pending — NAACP Image Award for Outstanding Actor in a Motion Picture Pending — Satellite Award for Best Actor – Motion Picture Nominated — Screen Actors Guild Award for Outstanding Performance by a Male Actor in a Leading Role Nominated — Screen Actors Guild Award for Outstanding Performance by a Cast in a Motion Picture |
| 2013 | Black Nativity                    | Reverend Cornell       | |
| 2013 | Out of the Furnace                | Wesley Barnes          | |
| 2014 | Repentance                        | Angel Sanchez          | |
| 2014 | Two Men in Town                   | William Garnett        | |
| 2015 | Taken 3                           | Franck Dotzler         | |
| 2015 | Dope                              | Narrator               | și producător |
| 2015 | Southpaw                          | Titus "Tick" Wills     | Nominated – Indiana Film Journalist Association Award for Best Supporting Actor Nominated – NAACP Image Award for Outstanding Supporting Actor in a Motion Picture |
| 2016 | Arrival                           | Colonel Weber          | |
| 2016 | Rogue One: A Star Wars Story      | Saw Gerrera            | |
| 2018 | Sorry to Bother You               |                        | Producer |
| 2018 | Burden                            | Reverend Kennedy       | |
| 2018 | Black Panther                     | Zuri                   | |
| 2018 | Finding Steve McQueen             | Howard Lambert         | În post-producție |
| 2018 | LAbyrinth                         | Jack Jackson           | În post-producție |
| 2018 | How It Ends                       | Tom                    | În post-producție |
| 2019 | Ghost Dog 2                       | Ghost Dog              | In Development |

### Regizor
| An   | Titlu             | Note                                           |
| ---- | ----------------- | ---------------------------------------------- |
| 1993 | Strapped          |                                                |
| 1995 | Waiting to Exhale |                                                |
| 1998 | Hope Floats       | Nominated — Black Film Award for Best Director |
| 2004 | First Daughter    |                                                |

### Televiziune
| An         | Titlu                                            | Rol                           | Note |
| ---------- | ------------------------------------------------ | ----------------------------- | --- |
| 1982       | Making The Grade                                 |                               | Episodul "Marriage David Style" |
| 1983       | Cagney & Lacey                                   | Night Manager                 | Episodul "The Grandest Jewel Thief of Them All" |
| 1984       | Trapper John, M.D.                               | Lewis Jordan                  | Episodul "School Nurse" |
| 1984       | Hill Street Blues                                | Floyd Green                   | Episodul "Blues for Mr. Green" |
| 1985       | Diff'rent Strokes                                | Herman                        | Episodul "Bully for Arnold" |
| 1985       | The Grand Baby                                   |                               | Film TV |
| 1985       | The Fall Guy                                     | Friend                        | Episodul "Spring Break" |
| 1986       | Amazing Stories                                  | Jerry                         | Episodul "Gather Ye Acorns" |
| 1987       | Hands of a Stranger                              | Sergent Delaney               | Film TV |
| 1990       | Criminal Justice                                 | Jessie Williams               | Film TV |
| 1993       | Lush Life                                        | Buddy Chester                 | Film TV |
| 1993       | Last Light                                       | Fred Whitmore                 | Film TV Nominalizare — CableACE Award for Actor in a Movie or Miniseries |
| 1994       | The Enemy Within                                 | Colonel MacKenzie 'Mac' Casey | Film TV Nominalizare — Screen Actors Guild Award for Outstanding Performance by a Male Actor in a Miniseries or Film TV |
| 1996       | Rebound: The Legend of Earl "The Goat" Manigault | Mr. Rucker                    | Film TV |
| 1999       | Witness Protection                               | Steven Beck                   | Film TV |
| 2001       | Feast of All Saints                              | Daguerreotypist Picard        | Film TV |
| 2003       | Deacons for Defense                              | Marcus Clay                   | Film TV Black Reel Award for Best Actor: T.V. Movie/Cable Nominalizare — NAACP Image Award for Outstanding Actor in a Film TV, Mini-Series or Dramatic Special Nominalizare — Screen Actors Guild Award for Outstanding Performance by a Male Actor in a Miniseries or Film TV |
| 2002– 2003 | Zona crepusculară                                | Gazdă / Narator               | 44 episoade |
| 2006– 2007 | ER                                               | Curtis Ames                   | 6 episoade Nominalizare — Primetime Emmy Award for Outstanding Guest Actor in a Drama Series |
| 2006– 2007 | The Shield                                       | Locotenent Jon Kavanaugh      | (Sezoanele 5 și 6) Nominated — Satellite Award for Best Supporting Actor – Series, Miniseries or Television Film |
| 2007– 2009 | American Dad!                                    | Daniel Turlington             | 3 episoade |
| 2010       | Criminal Minds                                   | Sam Cooper                    | Episodul "The Fight" |
| 2011       | Criminal Minds: Suspect Behavior                 | Sam Cooper                    | Spin-off |
| 2013       | Africa                                           | Narator                       | Serial documentar |
| 2014       | Repentance                                       | Angel Sanchez                 | |